# Подмоца
Подмоца (ест. Podmotsa; також Подмоголіци, Потмоліца, Потвіца, Парве, Калда) — село в Естонії, входить до складу волості Вярска, повіту Пилвамаа.
| Естонія | Це незавершена стаття з географії Естонії. Ви можете допомогти проєкту, виправивши або дописавши її. |